# Stalkerware
Un stalkerware, pouvant se traduire par logiciel de traque ou logiciel de harcèlement, est un logiciel de surveillance (en) ou espion utilisé pour traquer l'utilisation faite d'un appareil électronique, typiquement un téléphone portable ou un ordinateur personnel. Le terme est inventé lorsque des gens ont commencé à utiliser des logiciels espions commerciaux sur les appareils de leur partenaire intime (en), conjoint ou ex-conjoint. Le stalkerware est souvent critiqué en raison de son utilisation abusive par des agresseurs, harceleurs ou employeurs dans une optique de cybertraque,. En conséquence, les entreprises qui développent des stalkerwares font régulièrement l'objet de piratages et violations de données, dont beaucoup réalisés par des hacktivistes pour protester contre leur manque d'éthique. Cela a touché des entreprises telles MSpy, Flexispy (en) et KidGuard (en).
Des guides sur la façon de détecter et de désactiver les stalkerwares sont publiés par des sites tels que Mashable, Wired et CNET.

## Définition et usages
De nombreux journalistes et experts en sécurité de l'information utilisent le terme stalkerware pour désigner tout logiciel (programmes malveillants et produits de surveillance commerciaux légitimes) qui peut être utilisé pour harceler,,. Les caractéristiques suivantes sont typiques d'un stalkerware :
- fonctions de surveillance avancées (enregistrement des touches, captures d'écran, surveillance de l'activité Internet, enregistrement de l'emplacement géographique, enregistrement audio et vidéo) ;
- possibilité de mode furtif (l'utilisateur n'est pas averti de sa surveillance) ;
- l'application n'est pas visible dans la liste des programmes installés ;
- l'application en cours d'exécution est déguisée en processus système ou en programmes utilitaires ;
- l'installation et/ou le bon fonctionnement de l'application nécessitent la désactivation des antivirus ou de la protection intégrée du système d'exploitation ;
- dans le cas des applications mobiles, l'application est généralement installée à partir de ressources autres que les magasins d'applications officiels (bien qu'il y ait eu des cas de stalkerware dans des magasins d'applications)[11] ;
- le fabricant du logiciel vend son produit comme un moyen de suivre un partenaire intime ou un outil de surveillance parentale, alors qu'en fait, n'importe qui peut l'utiliser pour accéder à l'appareil d'une autre personne, déterminer sa position géographique, lire des messages privés, voir à travers des caméras et entendre à partir des micros[14].

## Histoire
Selon une enquête menée en 2014 par NPR, 75 % des refuges pour victimes de violence conjugale interrogés ont déclaré qu'ils travaillaient avec des personnes qui avaient été suivies par leurs agresseurs via des stalkerwares. La popularité croissante de ceux-ci entraîne une sorte de course aux armements entre les applications qui aident les utilisateurs à protéger leur vie privée et les applications conçues pour contourner ces protections.
En 2018, Eva Galperin, spécialiste de la sécurité informatique et militante contre le cyberharcèlement, créée un projet pour éradiquer les stalkerwares. Elle plaide notamment pour que ces logiciels soient considérés comme des logiciels malveillants et que les sociétés de téléphonie et de logiciels prennent des mesures pour protéger contre l'utilisation de tels programmes.
En 2020, Kaspersky Lab publie un rapport sur le sujet. Parmi ses conclusions, l'entreprise affirme que les États-Unis, la Russie et le Brésil sont les trois pays les plus touchés.

## Critiques
Les stalkerwares sont critiqués pour leur utilisation par des agresseurs afin de contrôler et surveiller leurs victimes. L'Institut européen pour l'égalité des genres a publié un rapport sur le lien entre le stalkerware et le cyberharcèlement et la violence domestique.
Quant à elle, l'agence de presse Vice a publié "When Spies Come Home", une série d'enquêtes sur l'utilisation des stalkerwares et diverses controverses entourant l'industrie.